# Anços (Montelavar)
Anços é uma localidade situada perto de Montelavar e pertencente à freguesia de Almargem do Bispo, Pero Pinheiro e Montelavar, Município de Sintra, Distrito de Lisboa.
Anços tem como sua padroeira Nossa Senhora da Assunção, os festejos são a 15 de Agosto. Poderá encontrar esta imagem na Capela de Nossa Senhora da Assunção de Anços no exterior e no interior. 
Uma atração da localidade são as Cascatas de Anços. A cascata está localizada numa floresta com trilhas e é acessível para passeios a pé. É possível chegar de transporte público partindo de Lisboa de comboio em direção a Caldas da Rainha e descendo na estação Pedra Furada. 